# Almarza
Almarza è un comune spagnolo di 572 abitanti situato nella comunità autonoma di Castiglia e León.

## Località
Il comune, oltre al capoluogo, comprende le seguenti località:
- Cubo de la Sierra
- Espejo de Tera
- Gallinero
- Lumbrerillas
- Matute de la Sierra
- Portelárbol
- Cerveriza
- San Andrés de Soria
- Segoviela
- Sepúlveda de la Sierra
- Tera